# Prix Lalande
Pour les articles homonymes, voir Lalande.

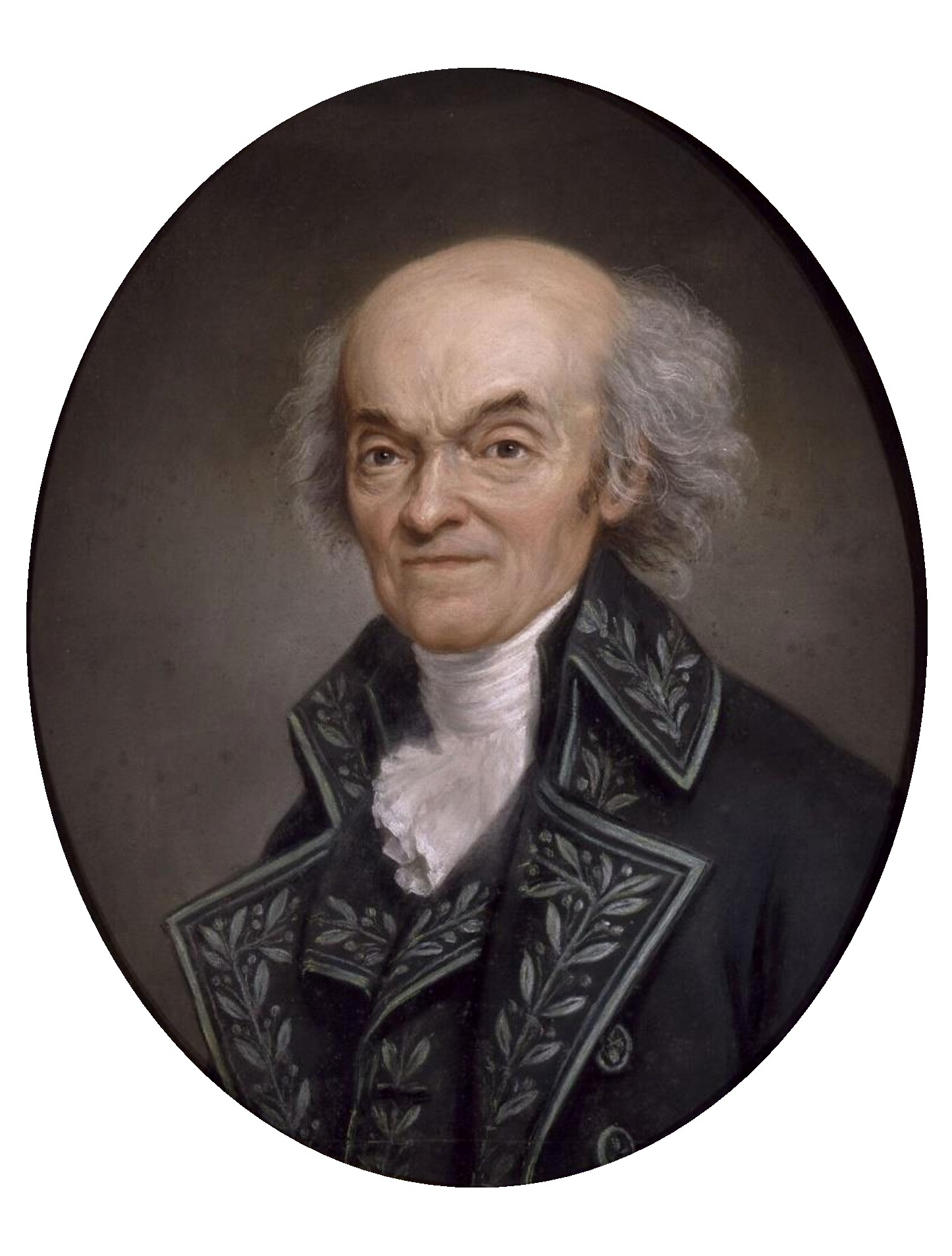
Jérôme Lalande.

Le prix Lalande est une récompense d'astronomie qui a été attribuée par l'Académie des sciences de France de 1802 à 1970. Il fut ensuite regroupé avec le prix Valz, prix de la fondation Benjamin Valz pour former le prix Lalande-Benjamin Valz attribué jusqu'en 1996, puis avec plusieurs autres fondations en 1997, à partir desquelles fut créée la grande médaille.
En 1801, quelques années avant sa mort (en 1807), Joseph Jérôme Lefrançois de Lalande fit une donation pour que l'Académie des sciences ait les moyens d'attribuer chaque année un prix « à la personne qui aura fait l'observation la plus curieuse ou le mémoire le plus utile au progrès de l'astronomie, en France ou ailleurs ».

## Lauréats (liste partielle)
- 1803 : Wilhelm Olbers[1]
- 1804 : Giuseppe Piazzi
- 1805 : Karl Ludwig Harding
- 1806 : Jöns Svanberg
- 1807 : Wilhelm Olbers
- 1808 : Claude-Louis Mathieu [2]
- 1809 : Carl Friedrich Gauss [2]
- 1810 : Siméon Denis Poisson [2]
- 1811 : Jabbo Oltmanns (de), Friedrich Bessel [2]
- 1812 : Bernhard von Lindenau [2]
- 1813 : Pierre Daussy [2]
- 1814 : Giuseppe Piazzi [2]
- 1815 : Claude-Louis Mathieu [2]
- 1816 : Friedrich Bessel [2]
- 1817 : John Pond [2]
- 1818 : Jean-Louis Pons [2]
- 1819 : Joseph Nicollet, Johann Franz Encke [2]
- 1820 : Joseph Nicollet, Jean-Louis Pons [2]
- 1821 : Non attribué [2]
- 1822 : Non attribué [2]
- 1823 : Carl Ludwig Christian Rümker, Jean-Félix Adolphe Gambart [2]
- 1824 : Marie-Charles Damoiseau [2]
- 1825 : John Herschel, James South [2]
- 1826 : Edward Sabine [2]
- 1827 : Jean-Louis Pons, Jean-Félix Adolphe Gambart [2]
- 1828 : Francesco Carlini, Giovanni Plana [2]
- 1829 : Non attribué [2]
- 1830 : Jean-Félix Adolphe Gambart, Henri Gambey, Louis-Frédéric Perrelet [2]
- 1831 : Non attribué [2]
- 1832 : Jean-Félix Adolphe Gambart, Benjamin Valz [2]
- 1833 : John Herschel [2]
- 1834 : George Biddell Airy [2]
- 1835 : James Dunlop, observatoire de Sidney, Boguslawski observatoire de Breslau [2]
- 1836 : Wilhelm Beer, Johann Heinrich von Mädler [2]
- 1837 : Henri Guinand [2]
- 1838 : S.M.B. Brousseaud [2]
- 1839 : Johann Gottfried Galle de l'observatoire de Berlin [2]
- 1840 : Carl Bremiker de Berlin [2]
- 1841 : Non attribué [2]
- 1842 : Paul Auguste Ernest Laugier [2]
- 1843 : Hervé Faye, Victor Mauvais [2]
- 1844 : Francis de Vico de l'observatoire du collège romain, Heinrich Louis d'Arrest [2]
- 1845 : Karl Ludwig Hencke [2]
- 1846 : Johann Gottfried Galle [2]
- 1847 : John Russell Hind, Karl Ludwig Hencke [2]
- 1848 : Andrew Graham
- 1849 : Annibale De Gasparis
- 1850 : Annibale De Gasparis, John Russell Hind
- 1851 : John Russell Hind, Annibale De Gasparis
- 1852 : John Russell Hind, Annibale De Gasparis, Robert Luther, Jean Chacornac, Hermann Goldschmidt
- 1853 : Annibale De Gasparis, Jean Chacornac, Robert Luther, John Russell Hind
- 1854 : Robert Luther, Albert Marth, John Russell Hind, James Ferguson et Hermann Goldschmidt
- 1855 : Jean Chacornac, Robert Luther et Hermann Goldschmidt
- 1856 : Jean Chacornac et Norman Pogson
- 1857 : Hermann Goldschmidt et Karl Christian Bruhns
- 1858 : Joseph Jean Pierre Laurent, Hermann Goldschmidt, George Mary Searle, Horace Parnell Tuttle, August Winnecke et Giovanni Battista Donati[3]
- 1860 : Robert Luther
- 1861 : Ernst Wilhelm Tempel, Robert Luther et Hermann Goldschmidt
- 1862 : Alvan Clark
- 1863 : Jean Chacornac
- 1864 : Richard Carrington
- 1865 : Warren de la Rue
- 1866 : Thomas Maclear
- 1867 : Giovanni Schiaparelli [2]
- 1868 : Jules Janssen [2]
- 1869 : James Craig Watson [2]
- 1870 : William Huggins [2]
- 1871 : Alphonse Louis Nicolas Borrelly [2]
- 1872 : Paul-Pierre et Prosper-Mathieu Henry [2]
- 1873 : Jérôme Eugène Coggia [2]
- 1874 : Charles André[4]
- 1875 :Henri Joseph Anastase Perrotin [2]
- 1876 : Johann Palisa [2]
- 1877 : Asaph Hall [2]
- 1878 : Stanislas Meunier [2]
- 1879 : Christian Heinrich Friedrich Peters [2]
- 1880 : Ormond Stone [2]
- 1881 : Lewis Swift[5]
- 1882 : Cyrille Souillart[5]
- 1883 : Jean Jacques Anatole Bouquet de La Grye, Octave de Bernardières, J. L. Courcelle-Seneuil, Georges-Ernest Fleuriais, Philippe Hatt, Henri Perrotin, Jean Antoine Léon Bassot, Guillaume Bigourdan, Octave Callandreau[5]
- 1884 : Rodolphe Radau[5]
- 1885 : Louis Thollon[5]
- 1886 : Oskar Backlund[5]
- 1887 : Nils Christoffer Dunér[5]
- 1888 : Joseph Bossert[5]
- 1889 : François Gonnessiat[5]
- 1890 : Giovanni Schiaparelli
- 1891 : Guillaume Bigourdan[5]
- 1892 : Edward Emerson Barnard, Max Wolf[5]
- 1893 : Lipót Schulhof (Lipót ou Leopold)[5]
- 1894 : Stéphane Javelle[5]
- 1895 : Maurice Hamy[5]
- 1896 : Pierre Puiseux[5]
- 1897 : Charles Dillon Perrine (observatoire Lick)[5]
- 1898: Seth Carlo Chandler[5]
- 1899 : William Robert Brooks[5]
- 1900 : Michel Giacobini[5]
- 1901 : John M. Thome (Macon ou Macom)[5]
- 1902 : Charles Trépied[5]
- 1903 : William Wallace Campbell[5]
- 1904 : Sherburne Wesley Burnham [5]
- 1905 : William Henry Pickering[5]
- 1906 : Robert Grant Aitken, William Hussey (en)[5]
- 1907 : Thomas Crompton Lewis[5]
- 1908 : William Lewis Elkin (en)[5]
- 1909 : Alphonse Louis Nicolas Borrelly[5]
- 1910 : Philip Herbert Cowell, Andrew Crommelin[5]
- 1911 : Lewis Boss[5]
- 1912 : Hermann Kobold et Carl Wilhelm Wirtz[5]
- 1913 : Jean Bosler[5]
- 1914 : Joseph-Noël Guillaume[5]
- 1915 : Lucien d'Azambuja[5]
- 1916 : Jérôme-Eugène Coggia
- 1917 : Robert Jonckhèere
- 1918 : A.Belopolsky [6]
- 1919 : Vesto Slipher
- 1920: Lipót Schulhof
- 1921 : Paul Henri Strooband[7]
- 1922 : Henry Norris Russell
- 1924 : Jules Baillaud
- 1925 : Georges Fournier
- 1926 : Armand Lambert
- 1927 : Vincent Nechville[8]
- 1928 : Bernard Ferdinand Lyot[9]
- 1929 : Alexandre Veronnet[10]
- 1930 : Nicolas Stoyko
- 1931 : Irénée Lagarde[11]
- 1932 : Abel Porteau[12]
- 1934 : Daniel Barbier
- 1935 : Lucien d'Azambuja
- 1936 : Louis Boyer[13]
- 1937 : Michel Giacobini
- 1938 : André Lallemand[14]
- 1939: Marguerite Laugier [15]
- 1940 : Charles Bertaud [16]
- 1941 : Henri Grenat [17]
- 1942 : Henri Camichel [18]
- 1943 : Alexandre Schaumasse [19]
- 1944 : Non attribué [20]
- 1945 : Henry Berthomieu[21],[22]
- 1946-1947 : Non attribué [23],[24]
- 1948 : Maxime Nicolini[25]
- 1949 : Non attribué[26]
- 1950 : Charles Fehrenbach[27]
- 1951-1959 : Non attribué[28],[29],[30],[31],[32],[33],[34],[35],[36]
- 1960 : Marie Bloch[37],[38]
- 1961-1965: Non attribué [39],[40],[41],[42],[43]
- 1968-1969 : Non attribué [44],[45]
- 1970 : Jean Jung [46]

## Référence
- « Lalande » sur le site de l'Académie des sciences